# Eduardo Campos
Eduardo Henrique Accioly Campos (Recife, Pernambuco; 10 d'agost de 1965 - Santos, São Paulo; 13 d'agost de 2014) va ser un economista i polític brasiler. Va ser el 55è governador de Pernambuco i president del Partit Socialista Brasiler (PSB), pel qual va ser candidat a les eleccions presidencials de 2014. Va morir en un accident aeri durant aquesta campanya electoral.

## Carrera política
Va estudiar Economia a la Universitat Federal de Pernambuco i va començar la seva carrera política a l'estat de Pernambuco. Va ser cap de gabinet del seu avi Miguel Arraes i posteriorment va ocupar altres càrrecs al govern estatal.
El 1990 s'afilia al PSB i immediatament es fa amb un escó a l'Assemblea Legislativa pernambucana per a la legislatura 1991-95. Va enllaçar el càrrec amb el de diputat federal al Congrés Nacional del Brasil, per al període 1995-99. Del 2004 al 2005, Campos va ser nomenat ministre de Ciència i Tecnologia al gabinet de Luiz Inácio Lula da Silva. Un mes després de deixar el càrrec, va assumir la presidència del PSB. Del 2007 al 2014 va ser, com el seu avi, governador de l'estat de Pernambuco. Va dimitir l'abril de 2014, quan va anunciar la seva candidatura a les eleccions presidencials d'octubre d'aquell any.

### Ministre de Ciència i Tecnologia
Entre gener de 2004 i juliol de 2005, Campos es va convertir en el ministre més jove del país fins aleshores, fent-se càrrec de la cartera de Ciència i Tecnologia en la primera legislatura de Lula da Silva al capdavant de la República.
Va adoptar el Programa de Bioseguretat, que va permetre l'ús de cèl·lules mare embrionàries amb finalitats científiques i transgèniques. Un altre èxit destacat va ser la introducció de l'Olimpíada de Matemàtiques a les escoles públiques brasileres.

### Governador de Pernambuco
Els èxits més destacats durant la seva etapa com a governador de Pernambuco inclouen l'impuls a les millores de les infraestructures estatals. Aquests projectes van incloure, entre d'altres, l'ampliació de la xarxa ferroviària, la construcció d'una refineria de petroli a la ciutat d'Abreu e Lima, la construcció d'una planta de producció i processament d'hemoderivats i la millora de la carretera federal BR-101. Va exigir al gabinet que publiqués a internet totes les xifres pressupostàries, millorant la transparència i l'eficiència del govern estatal. Pernambuco va aconseguir un creixement 3,5 punts per sobre de la mitjana nacional el 2009 i, aquell mateix any, va multiplicar per 4 el volum d'inversió a l'estat.
Amb el nou programa de seguretat "Pacto pela Vida", la taxa d'assassinats va baixar un 39%. Els atracaments i furts també van baixar més d'un 30% entre 2007 i 2013. A més, es van construir tres nous hospitals a l'àrea metropolitana de Recife i 14 ambulatoris d'atenció primària. Com a resultat, Pernambuco va augmentar l'esperança de vida en més 3,7 anys entre el 2006 i el 2013; i la mortalitat infantil es va reduir un 47,5%. Aquesta última dada es va deure principalment al nou hospital ginecològic i pediàtric de Caruaru.
A causa de l'important creixement econòmic, es van crear a Pernambuco unes 560.000 noves altes a la Seguretat Social. Empreses com Sadia (Vitória de Santo Antão), Perdigão (Bom Conselho), Novartis (Goiana), Kraft Foods (Vitória de Santo Antão) i Fiat Chrysler (Goiana) es van establir a l'estat durant aquest període.

### Trencament amb el govern de Dilma Rousseff
El PSB, sota el lideratge de Campos, va trencar el 2013 la coalició governamental que havia portat a la presidència a Dilma Rousseff tres anys enrere. Un dels principals arguments de la ruptura va ser, segons el PSB, els vincles massa estrets entre el govern i els partits tradicionals com el PMDB. Aleshores, el partit va convidar Marina Silva i altres aliats a preparar una nova candidatura d'esquerres per fer front al Partit dels Treballadors (PT) de Rousseff, de cara a les eleccions de 2014. Aquesta nova aliança de partits es deia "Nova Política".
La ruptura amb el PT va provocar la secessió de la línia oficialista a l'estat de Ceará. La veu principal de la secessió, Ciro Gomes, va descriure Campos com un oportunista i albirava que el governador pernambucà enfonsaria el llegat de l'avi per la seva arbitrarietat i actuar com si el PSB fos només d'ell.

## Mort
El 13 d'agost de 2014, Campos viatjava de Rio de Janeiro a la ciutat de Guarujá, a l'estat de São Paulo, com a part de la seva campanya presidencial quan el seu avió, un Cessna 560 XL, es va estavellar per causes no determinades. L'accident es va produir en males condicions meteorològiques i de visibilitat, després d'un aterratge avortat a l'aeroport militar de la ciutat de Santos. Durant els preparatius per al segon intent d'aterratge, l'avió es va estavellar contra una zona residencial del districte de Boqueirão. Els set passatgers van morir i sis residents de Boqueirão van resultar ferits lleus. Les víctimes només es van poder identificar mitjançant l'anàlisi d'ADN.
La caixa negra va ser trobada el mateix dia de l'accident. El model d'aeronau accidentat no hi desava dades tècniques del vol i només s'enregistraven 2 hores d'àudio. Emperò, la Força Aèria Brasilera va notificar que la gravació recuperada pertanyia a un vol anterior, no al sinistrat. Una setmana després de la mort de Campos, els rumors al voltant de la seva mort va disparar-se novament: mentre diversos testimonis oculars de la caiguda havien informat que l'avió estava en flames abans d'estavellar-se; un vídeo aparegut el dia 20 d'agost mostrava l'aparell intacte, sense signes de foc, fum ni desperfectes abans del xoc.
El 17 d'agost de 2014 es va celebrar un funeral a Recife davant la residència governamental del governador de Pernambuco, el Palácio do Campo das Princesas, amb gran participació ciutadana, encapçalat per l'arquebisbe de Recife i Olinda. Campos va ser enterrat al cementiri de Santo Amaro de Recife, a la parcel·la familiar al costat del seu avi Miguel Arraes.
Marina Silva, que havia d'ocupar la plaça de vicepresidenta en la candidatura amb Campos, va esdevenir la cap de cartell de "Nova Política", acompanyada per Beto Albuquerque. El PSB va obtenir uns bons resultats en la primera volta de les eleccions, amb un 21% dels vots i la 3a posició, darrera Rousseff i Aécio Neves.

## Vida familiar
Campos, era fill de l'escriptor Maximiano Campos i de la política Ana Arraes. Es va casar amb l'economista Renata de Andrade Lima Campos, amb qui va tenir cinc fills. El menor va ser diagnosticat amb síndrome de Down.

## Llegat
El 2024, el desè any després de la seva mort, el seu nom va ser inclòs al Llibre dels Herois i Heroïnes de la Pàtria. El "Llibre d'acer" es troba al Panteó de la Pàtria i de la Llibertat Tancredo Neves, a la Plaça dels Tres Poders de Brasília, i conté els noms de personatges importants de la cultura i la història del Brasil. La llei que va permetre incloure el nom d'Eduardo Campos al Llibre va ser una iniciativa parlamentària aprovada a la Cambra i al Senat i sancionada pel president Luiz Inácio Lula da Silva.